# 佩拉拉姆
佩拉拉姆（Peralam），是印度泰米尔纳德邦Thiruvarur县的一个城镇。总人口5844（2001年）。

## 人口
该地2001年总人口5844人，其中男性2917人，女性2927人；0—6岁人口602人，其中男312人，女290人；识字率80.29%，其中男性为83.92%，女性为76.67%。